# Hmelnicki (priimek)
Hmelnicki je priimek več oseb:
- Bogdan Hmelnicki, kozaški hetman
- Boris Hmelnicki, ruski igralec
- Rafail Pavlovič Hmelnicki, sovjetski general